# Christopher van Leeuwen
Pas d'image ? Cliquez ici

a Compétitions nationales et continentales officielles uniquement.

b Matchs officiels uniquement.
Dernière mise à jour le 26 février 2023.
Christopher van Leeuwen, né le 26 avril 1995, est un joueur sud-africain, international néerlandais de rugby à XV, qui évolue au poste de deuxième ligne. 

## Biographie

### En club
Christopher van Leeuwen est formé à la Middelburg Hoërskool. Jeune talent régional, il participe ainsi à la Craven Week avec les Pumas en 2012. Après son lycée, il intègre le programme de développement des Pumas en moins de 19 ans et moins de 21 ans. En 2016, il change de région et rejoint les Durban Collegians (en), et intègre le programme moins de 21 ans des Sharks. 
Devenu trop âgé pour les programmes juniors, mais sans être signé au niveau fédéral, il rejoint alors le College Rovers RC, avec qui il participe à la Gold Cup. Il tente ensuite une expérience à l'étranger, rejoignant le Whakarewarewa RC en Nouvelle-Zélande,. 
Son expérience en Nouvelle-Zélande lui permet de rebondir en Europe, où il décroche un contrat avec l'US Bergerac en Fédérale 1. Après une bonne saison, il obtient l'opportunité d'évoluer au niveau supérieur, rejoignant le RC Suresnes en Nationale. En 2022, il prolonge son contrat jusqu'en 2024 avec le club.

### En sélection
En 2021, il débute sous les couleurs néerlandaises, étant éligible grâce à son grand-père, natif des Pays-Bas.